# Mirepoix (Gers)
Mirepoix è un comune francese di 212 abitanti situato nel dipartimento del Gers nella regione dell'Occitania.

## Società

### Evoluzione demografica
Abitanti censiti